# Titularbistum Bilta
Bilta ist ein Titularbistum der römisch-katholischen Kirche.
Es geht zurück auf einen untergegangenen Bischofssitz in der gleichnamigen antiken Stadt, die in der römischen Provinz Africa proconsularis lag. Der Bischofssitz war der Kirchenprovinz Karthago zugeordnet.
| Titularbischöfe von Bilta |                                                  |                                                                        |                   |                   |
| Nr.                       | Name                                             | Amt                                                                    | von               | bis               |
| 1                         | Salvador Montes de Oca                           | emeritierter Bischof von Valencia en Venezuela (Venezuela)             | 22. Dezember 1934 | 1940              |
| 2                         | Joseph Moran Corrigan                            | Präsident der Katholischen Universität von Amerika (USA)               | 3. Februar 1940   | 9. Juni 1942      |
| 3                         | Manuel Hurtado y García                          | Weihbischof in Granada (Spanien)                                       | 13. Januar 1943   | 24. April 1947    |
| 4                         | Knut Ansgar Nelson OSB                           | Apostolischer Koadjutorvikar/ Koadjutorbischof von Schweden (Schweden) | 11. August 1947   | 1. Oktober 1957   |
| 5                         | Vittore Ugo Righi Titularerzbischof pro hac vice | Apostolischer Nuntius und Kurienerzbischof                             | 14. Oktober 1961  | 28. April 1980    |
| 6                         | Rubens Augusto de Souza Espínola                 | Weihbischof in São Luís de Montes Belos (Brasilien)                    | 20. Dezember 1980 | 12. Oktober 1985  |
| 7                         | Severino Pelayo                                  | Bischof des Philippinischen Militärordinariats (Philippinen)           | 19. Dezember 1985 | 26. Februar 1995  |
| 8                         | Juan Barros Madrid                               | Weihbischof in Valparaíso (Chile)                                      | 12. April 1995    | 21. November 2000 |
| 9                         | Salvatore Di Cristina                            | Weihbischof in Palermo (Italien)                                       | 23. Dezember 2000 | 2. Dezember 2006  |
| 10                        | Emigdio Duarte Figueroa                          | Weihbischof in Culiacán (Mexiko)                                       | 15. Januar 2007   |                   |